# Evania stenochela
Evania stenochela är en stekelart som beskrevs av Jean-Jacques Kieffer 1911. Evania stenochela ingår i släktet Evania och familjen hungersteklar. Inga underarter finns listade i Catalogue of Life.